# Червона Слобода (Роменський район)
Черво́на Слобода́ — село в Україні, у Роменському районі Сумської області. Населення становить 338 осіб. Входить до складу Недригайлівської селищної громади.

## Географія
Село Червона Слобода знаходиться на відстані 3,0 км від сіл Мелешківка і Баранове (зняте з обліку в 2006 році). По селу протікає пересихаючий струмок з загатою.

## Назва
Точної версії походження назви немає, але за однією з версій назва Червона Слобода пішла від козака Червоного який оселився біля берегів Хорола (тепер ця річка пішла під землю, а русло висохло). Тому і поселення почали називати Червона. А слобода, бо тоді невеликі поселени називали слобідками — от і вийшло таке назва Червона Слобода.

## Історія
Червона Слобода відома з початку XVII ст.
За даними на 1859 рік у казенному селі Роменського повіту Полтавської губернії, мешкало 1206 осіб (643 чоловічої статі та 663 — жіночої), налічувалось 181 дворове господарство, існувала православна церква.
Станом на 1885 рік у колишньому власницькому селі, центрі Червонослобідської волості, мешкало 1339 осіб, налічувалось 194 дворових господарства, існували православна церква, постоялий будинок, 24 вітряних млини, 2 маслобійних заводи, лавка, відбувалось 2 ярмарки на рік: вербний і 27 липня.
Село постраждало внаслідок геноциду українського народу, проведеного урядом СРСР в 1932—1933 роках.
До 2020 року орган місцевого самоврядування — Червонослобідська сільська рада.
12 червня 2020 року, відповідно до розпорядження Кабінету Міністрів України № 723-р «Про визначення адміністративних центрів та затвердження територій територіальних громад Сумської області», село увійшло до складу Недригайлівської селищної громади.
19 липня 2020 року, в результаті адміністративно-територіальної реформи та ліквідації Недригайлівського району, село увійшло до складу новоутвореного  Роменського району.

## Населення

### Мова
Розподіл населення за рідною мовою за даними перепису 2001 року:
| Мова       | Кількість | Відсоток |
| ---------- | --------- | -------- |
| українська | 318       | 94.08%   |
| російська  | 18        | 5.32%    |
| болгарська | 1         | 0.30%    |
| вірменська | 1         | 0.30%    |
| Усього     | 338       | 100%     |